# Revolução Nepalesa de 1990
O Movimento Popular de 1990 (em nepali:  २०४६ जनआन्दोलन) foi um movimento multipartidário no Nepal que pôs fim à monarquia absoluta e ao início da monarquia constitucional. Também eliminou o sistema Panchayat.
O movimento foi marcado pela unidade entre os vários partidos políticos. Não apenas vários partidos comunistas se agruparam na Frente Esquerda Unida, mas também cooperaram com partidos como o Congresso Nepalês. Um resultado dessa unidade foi a formação do Partido Comunista do Nepal (Marxista-Leninista Unificado).

## História
Em 1989, dois grupos, o Congresso Nepalês, um grupo pró-democracia e o maior partido político ilegal do país, e a Frente Esquerda Unida, uma coalizão de partidos comunistas e de esquerda, se uniram para lançar uma campanha para alcançar uma democracia multipartidária no Nepal. O Jana Andolan' (Movimento Popular) começou oficialmente em 18 de fevereiro de 1990, que é o dia da Democracia no Nepal. Para deter o movimento, o governo prendeu líderes nacionais e distritais de ambos os partidos em 17 de fevereiro de 1990 e baniu todos os jornais da oposição.
O rei pediu à nação em um discurso de rádio para se unir à monarquia e buscar reformas democráticas por meio de canais constitucionais. No final de fevereiro, a polícia disparou contra uma manifestação em Bhaktapur, matando doze pessoas. O movimento tornou-se  cada vez mais amplo e perigoso à medida que milhares de estudantes marcharam contra a tropa de choque e centenas foram presos e feridos. O movimento convocou bandhs (uma espécie de greve geral) que rapidamente se espalhou pelo país.
A comunicação entre membros da oposição vacilou e a liderança do palácio estava por vezes ausente, deixando os governos locais para lidar com os protestos como bem entendessem. Alguns até aderiram ao movimento na ausência do governo central. Esses protestos se intensificaram da zona rural até chegarem à capital, Katmandu. Depois que o exército matou manifestantes em Patan no início de abril, o movimento reuniu cerca de 2.00.000 pessoas que marcharam em protesto contra a monarquia na capital.
Ao longo de vários dias, a polícia atirou e matou dezenas enquanto manifestantes bloqueavam ruas, insultavam policiais e desfilavam bandeiras exigindo a restauração do sistema de democracia multipartidária que o país tinha na década de 1950. No clímax dos protestos, as pessoas cercaram prédios do governo, instando o rei a aceitar suas demandas. A essa altura, muitos policiais não enfrentaram os manifestantes, mas observaram alguns destruírem propriedades do governo, como o carro do primeiro-ministro e uma estátua do Rei Mahendra, o que fez com que os líderes cancelassem os protestos. Em 8 de abril de 1990, o rei removeu a proibição de partidos políticos.
O Movimento Popular da década de 1990 redigiu a constituição em vigor em novembro de 1990. Esta constituição forçou a monarquia do rei Birendra Bir Bikram Shah Dev a entregar as decisões do governo ao povo nepalês. Por meio de comícios e protestos, o rei Birendra foi convencido a impor uma nova constituição do povo e "identifica o povo como fonte de legitimidade política... e garantias de direitos básicos" (Baral).
A elaboração da constituição enfrentou muitas dificuldades por causa do abismo entre as elites e o eleitor típico. Os líderes dos partidos mais proeminentes são tipicamente cidadãos de classe alta que raramente se preocupam ou se associam com a maior parte da população nepalesa, na qual o eleitor típico tem alta probabilidade de ser analfabeto e alto vínculo étnico. Essa grande disparidade aumentou a dificuldade de criar um sistema utilizável que permitisse que funcionários eleitorais e cidadãos nepaleses criassem um novo sistema, mas ainda adotassem tradições e crenças sobre castas.